# Тафт, Чарльз Фелпс
Чарльз Фелпс Тафт (англ. Charles Phelps Taft; 21 декабря 1843 — 31 декабря 1929) — американский предприниматель, старший сын американского государственного деятеля и дипломата Альфонсо Тафта, старший брат 27-го президента США Уильяма Говарда Тафта.

## Биография
Чарльз Фелпс Тафт родился 21 декабря 1843 года в Цинциннати (Огайо). В 1864 году окончил Йельский университет. В 1866 году окончил Школу права Колумбийского университета. Учился в Гейдельбергском университете (Германия).
В 1873 году женился на Энн Синтон, дочери Дэвида Синтона, одного из богатейших промышленников США.
Чарльз Тафт занимался издательским бизнесом, владел несколькими газетами. Кроме того, владел бейсбольными командами Филадельфия Филлис (1905—1913) и Чикаго Кабс (1914—1916).
В 1895—1897 годах член конгресса США от штата Огайо.
В честь Чарльза Фелпса Тафта в 1904 году был назван город Тафт (штат Техас).
После смерти мужа Энн Тафт пожертвовала 5 млн долларов для учреждения мемориального фонда имени Чарльза Фелпса Тафта в Университете Цинциннати. В 2005 году фонд был преобразован в научно-исследовательский центр имени Чарльза Фелпса Тафта в Университете Цинциннати.